# Riff
Ett riff är en kort, repriserad ackord- eller melodislinga av mer eller mindre ackompanjerande karaktär, ett slags ostinato. De används som grund för många typer av improvisation, i synnerhet i musikstilar som hårdrock, punk, boogie, rythm and blues med flera. De spelas främst på elgitarr, eller klaviatur, någon gång på elbas (jämför basgång).
Exempel på låtar med kända riff är:
- "Drive My Car" av The Beatles
- "Enter Sandman" av Metallica
- "Smoke on the Water" av Deep Purple
- "Run to the Hills" av Iron Maiden
- "Breaking the Law" av Judas Priest
- "Foxy Lady" av Jimi Hendrix
- "Smells Like Teen Spirit" av Nirvana
- "Iron Man" av Black Sabbath
- "Sweet Child O' Mine" av Guns N' Roses
- "Personal Jesus" av Depeche Mode
- "Sharp Dressed Man" av ZZ Top
- "Ace of Spades" av Motörhead
- "Back in Black" av AC/DC